# Griechische Beachhandball-Nationalmannschaft der Frauen
Die griechische Beachhandball-Nationalmannschaft der Frauen repräsentiert den Griechischen Handball-Verband als Auswahlmannschaft auf internationaler Ebene bei Länderspielen im Beachhandball gegen Mannschaften anderer nationaler Verbände. Den Kader nominiert der Nationaltrainer.
Das männliche Pendant ist die griechische Beachhandball-Nationalmannschaft der Männer.

## Geschichte

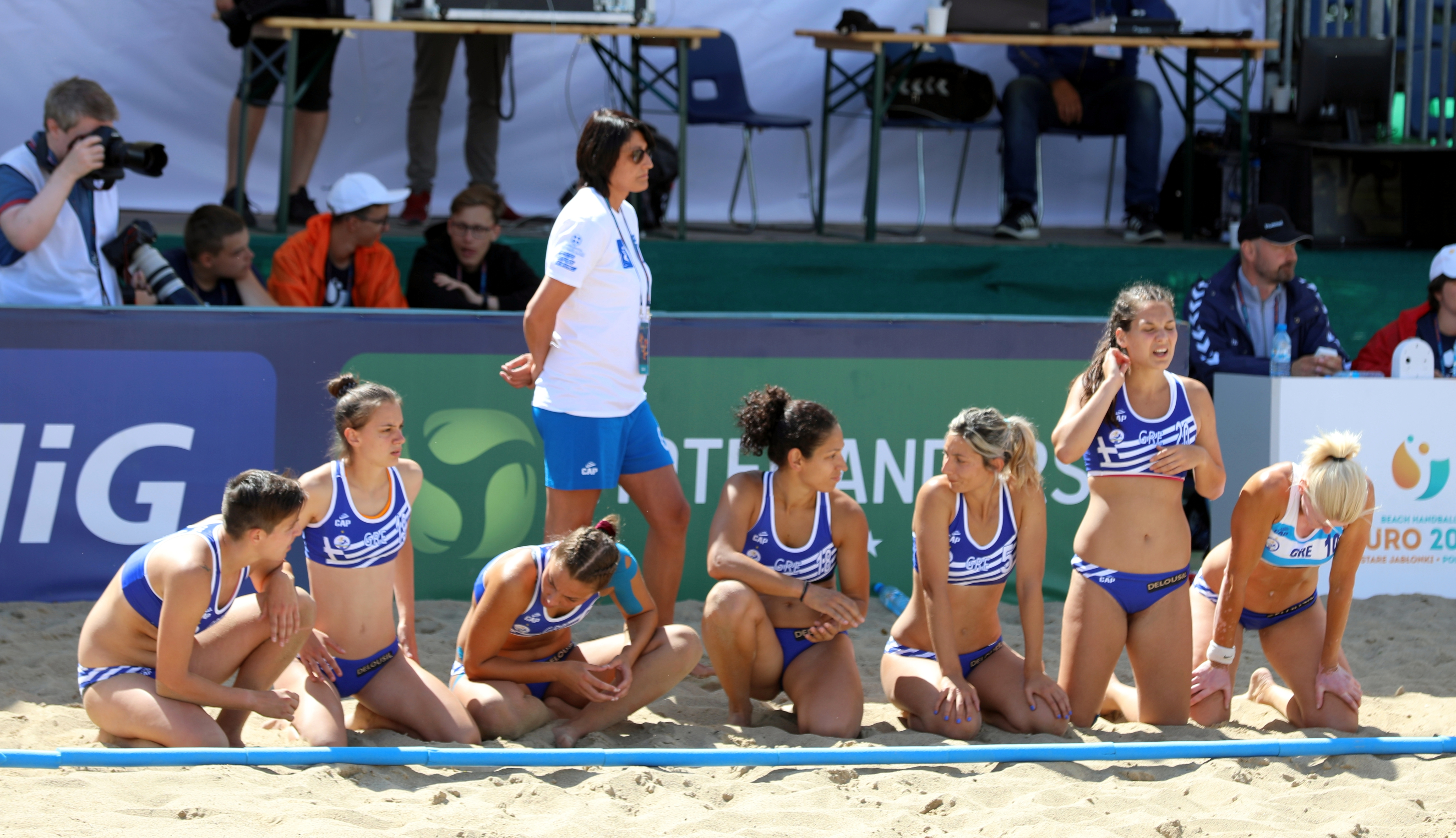
Die griechische Mannschaft während des Shootouts gegen Spanien in der Vorrunde der EM 2019

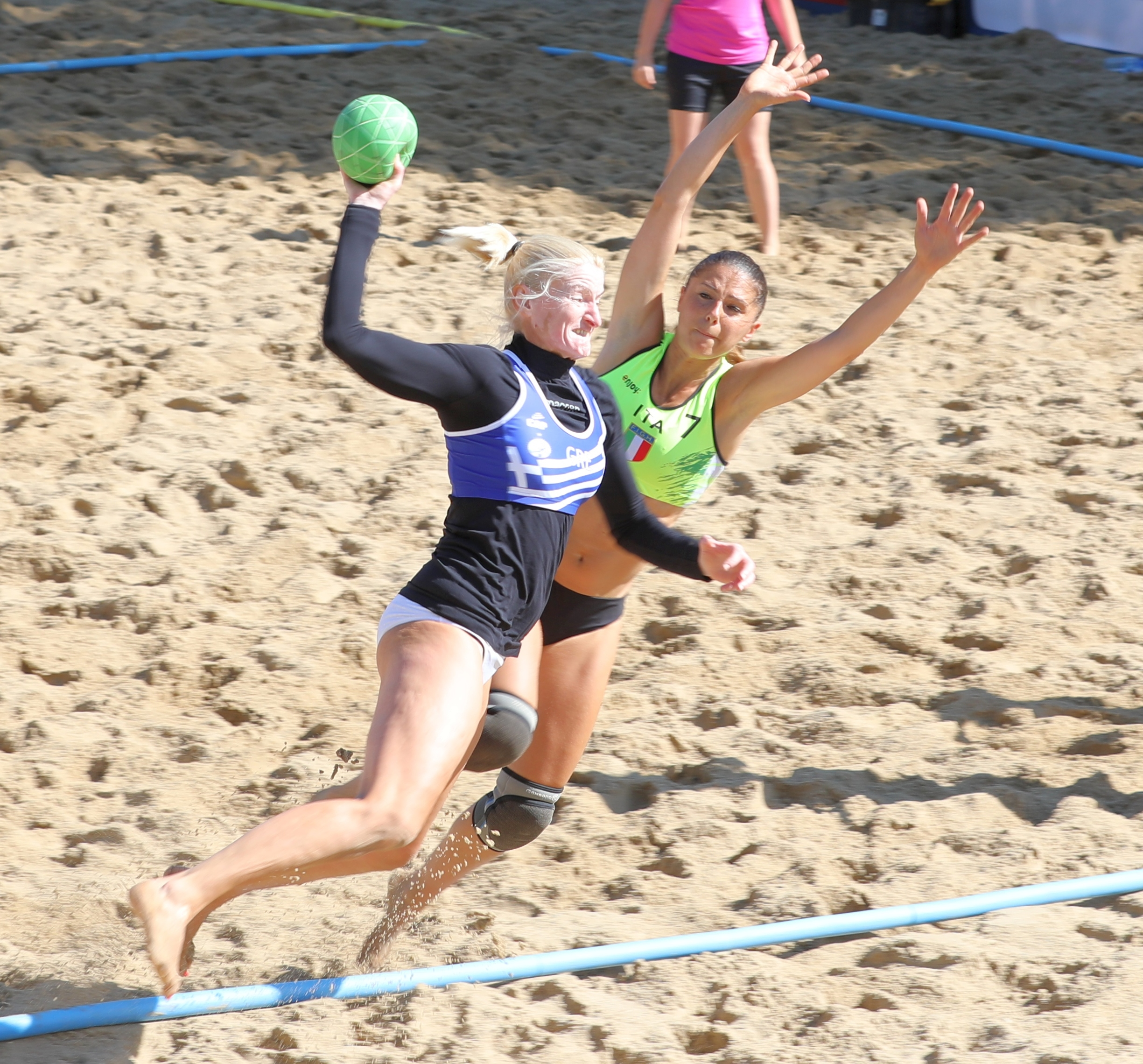
Die langjährige Leistungsträgerin und vormalige Hallen-Nationalspielerin (Olympiateilnehmerin 2004) Vasiliki Skara, von 2007 bis 2019 bei fast allen Turnieren und Erfolgen Teil des Teams dabei (hier beim Torwurf gegen Cristina Lenardon, Italien in der Vorrunde der EM 2019)

Die griechische Nationalmannschaft der Frauen ist im Vergleich zu anderen Nationen und auch verglichen mit der Männermannschaft eine vergleichsweise späte Gründung. Nachdem 2007 das erste Mal an einer Europameisterschaft teilgenommen wurde, gehört die Mannschaft seit 2011 mit einer Unterbrechung 2015 zu den Teilnehmern an der EM. Zunächst konnte sich die Mannschaft nur auf hinteren Rängen platzieren. Seit Mitte der 2010er Jahre begann sich die Mannschaft vergleichsweise schnell zu verbessern. So gewann die griechische Mannschaft bei 2015 den Mittelmeer-Beachgames 2015 in Pescara nach einer Finalniederlage gegen Italien die erste Medaille bei einer internationalen Meisterschaft. Nach einem sechsten Rang bei der EM 2017 gelang erstmals die Qualifikation für Weltmeisterschaften. In Kasan gewann Griechenland überraschend sofort den Titel. Es folgte der Gewinn bei den Mittelmeer-Beachgames 2019 im heimischen Patras. Aufgrund der COVID-19-Pandemie und der deshalb ausgefallenen WM 2020 behielt Griechenland den Titel über die eigentlich vorgesehene Zeit hinaus. Bei der Heim-WM erreichte Griechenland erneut die Halbfinals und wurde am Ende Vierte.

## Trainer
| Cheftrainer/in - 2007: Theodoros Kiouptsidis - seit 2018: Maria Karantoni |

## Teilnahmen
| World Games - 2001: nicht eingeladen - 2005: nicht eingeladen - 2009: nicht eingeladen - 2013: nicht qualifiziert - 2017: nicht qualifiziert - 2022: qualifiziert, nicht teilgenommen World Beach Games - 2019: 7. - 2023: qualifiziert Mediterranean Beach Games - 2015: 2. - 2019: 1. - 2023: 2. | Weltmeisterschaften - 2001: abgesagt - 2004: nicht qualifiziert - 2006: nicht qualifiziert - 2008: nicht qualifiziert - 2010: nicht qualifiziert - 2012: nicht qualifiziert - 2014: nicht qualifiziert - 2016: nicht qualifiziert - 2018: 1. - 2020: qualifiziert, ausgefallen - 2022: 4. | Europameisterschaften - 2000: keine Teilnahme - 2002: keine Teilnahme - 2004: keine Teilnahme - 2006: keine Teilnahme - 2007: 14. - 2009: keine Teilnahme - 2011: 14. - 2013: 11. - 2015: keine Teilnahme - 2017: 6. - 2019: 7. - 2021: 9. |

- EM 2007: Sofia Dimitriou • Ioanna Fotiadou • Kiriaki Karapanagiotidou • Maria Karaponarlidou • Anastasia Patsiou • Soultana Patsoura • Eleni Poimenidou • Vasiliki Skara • Sofia Tzourpaki

- EM 2011: Efthalia Banti • Sofia Dimitriou • Maria Karantoni • Maria Karaponarlidou • Natalia Sofia Kotta • Elisavet Mastaka • Anastasia Patsiou • Eleni Poimenidou • Vasiliki Skara • Olga Terzoudi

- EM 2013: Dafina Dhimitri • Sofia Dimitriou • Nikolina Kepesidou • Natalia Sofia Kotta • Martha Logdanidou • Elisavet Mastaka • Eleni Poimenidou • Vasiliki Skara • Lamprini Tsakalou

- MBG 2015: Ntafina Dimitri • Sofia Dimitriou • Anna Polyxeni Kaloidi • Elisavet Mastaka • Eleni Mournou • Anastasia Papavasileiou • Eleni Poimenidou • Niki Ratsika (TW) • Vasiliki Skara • Athina Vasileiadou

- EM 2017: Dafina Dhimitri • Anna Polyxeni Kaloidi • Maria Karantoni • Magdalini Kepesidou (TW) • Nikolina Kepesidou • Eleni-Ioanna Kerlidi • Margarita Lamprou • Elisavet Mastaka • Eleni Mournou • Eleni Poimenidou • Niki Ratsika (TW)

- WM 2018: Ntafina Dimitri • Anna Polyxeni Kaloidi • Magdalini Kepesidou (TW) • Nikolina Kepesidou • Eleni-Ioanna Kerlidi • Elisavet Mastaka • Eleni Mournou • Eleni Poimenidou • Evgenia Samolada • Vasiliki Skara[1]

- EM 2019: Evgenia Diakogianni • Dafina Dimitri • Anna Kaloidi • Magdalini Kepesidou (TW) • Nikolina Kepesidou • Eleni-Ioanna Kerlidi • Martha Logdanidou • Elisavet Mastaka • Eleni Mournou • Eleni Poimenidou • Niki Ratsika (TW) • Vasiliki Skara

- MBG 2019: Evgenia Diakogianni • Ntafina Dimitri • Anna Kaloidi • Eleni Kerlidi • Aliki Makri (TW) • Elisavet Mastaka • Eleni Mournou • Eleni Poimenidou • Niki Ratsika (TW) • Vasiliki Skara

- WBG 2019: Evgenia Diakogianni • Ntafina Dimitri • Anna Kaloidi • Eleni Kerlidi • Aliki Makri (TW) • Elisavet Mastaka • Eleni Mournou • Eleni Poimenidou • Niki Ratsika (TW) • Vasiliki Skara

- EM 2021: Dafina Dimitri • Anna Kaloidi • Magdalini Kepesidou (TW) • Nikolina Kepesidou • Eleni-Ioanna Kerlidi • Aikaterini Koukmisi • Martha Logdanidou • Elisavet Mastaka • Eleni Mournou • Eleni Poimenidou • Eleftheria Aikaterini Trochidou • Ohne Einsatz: Niki Ratsika (TW)

- WM 2022: Evgenia Diakogianni • Dafina Dimitri • Anna Kaloidi • Magdalini Kepesidou (TW) • Nikolina Kepesidou • Eleni-Ioanna Kerlidi • Martha Logdanidou • Eleni Mournou • Eleni Poimenidou • Eleftheria Aikaterini Trochidou[2]